# Lazníky
Lazníky jsou obec ležící v okrese Přerov. Žije zde 546 obyvatel a jejich katastrální území má rozlohu 303 ha. Obcí protéká potok Říka (přítok Olešnice).

## Části obce
- Lazníky
- Svrčov

Od 1. července 1983 do 23. listopadu 1990 k obci patřily i Lazníčky a od 1. července 1983 do 31. prosince 1991 také Výkleky.

## Historie
První písemná zmínka o obci pochází z roku 1355.

## Fotogalerie

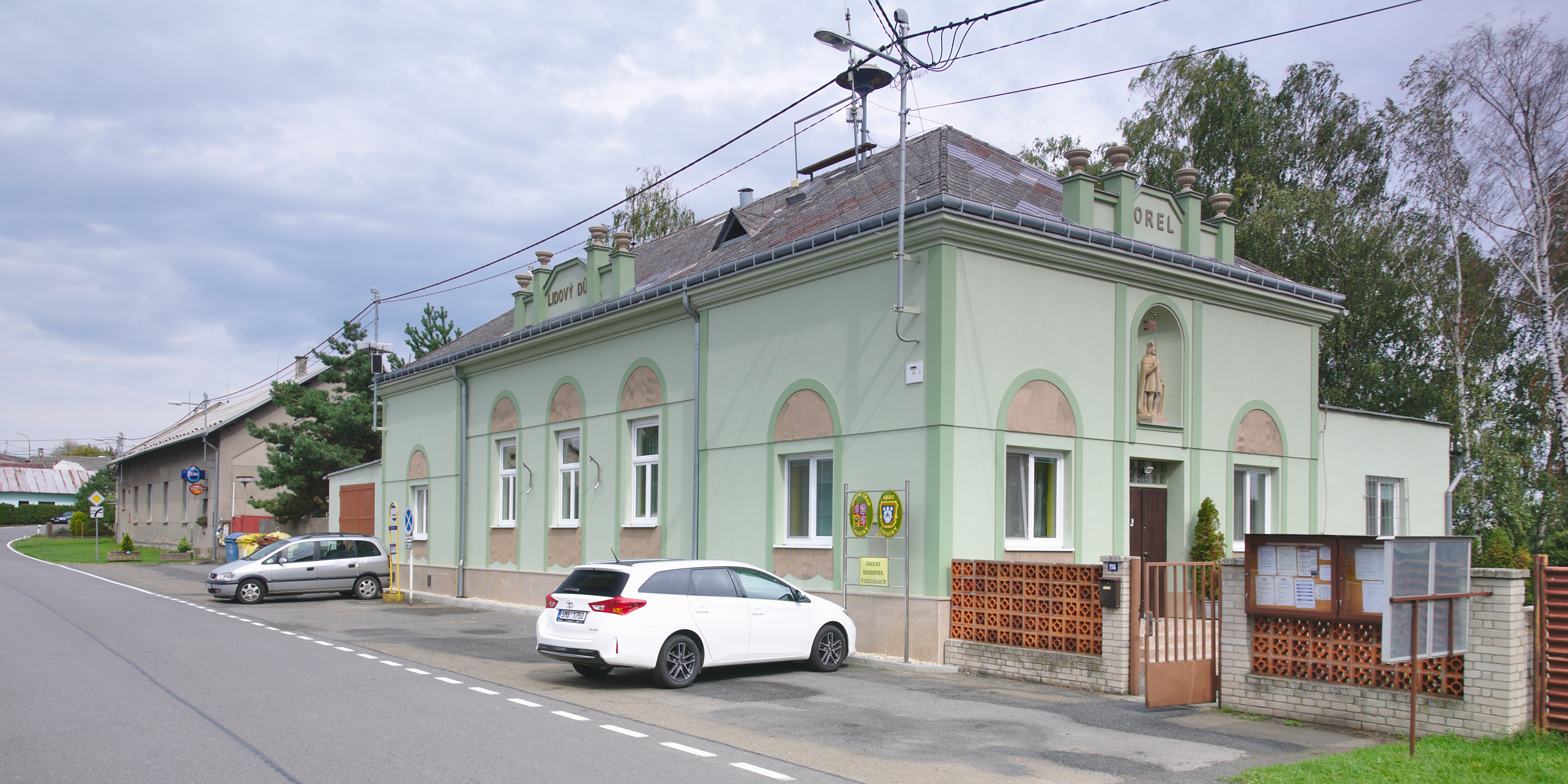
Obecní úřad
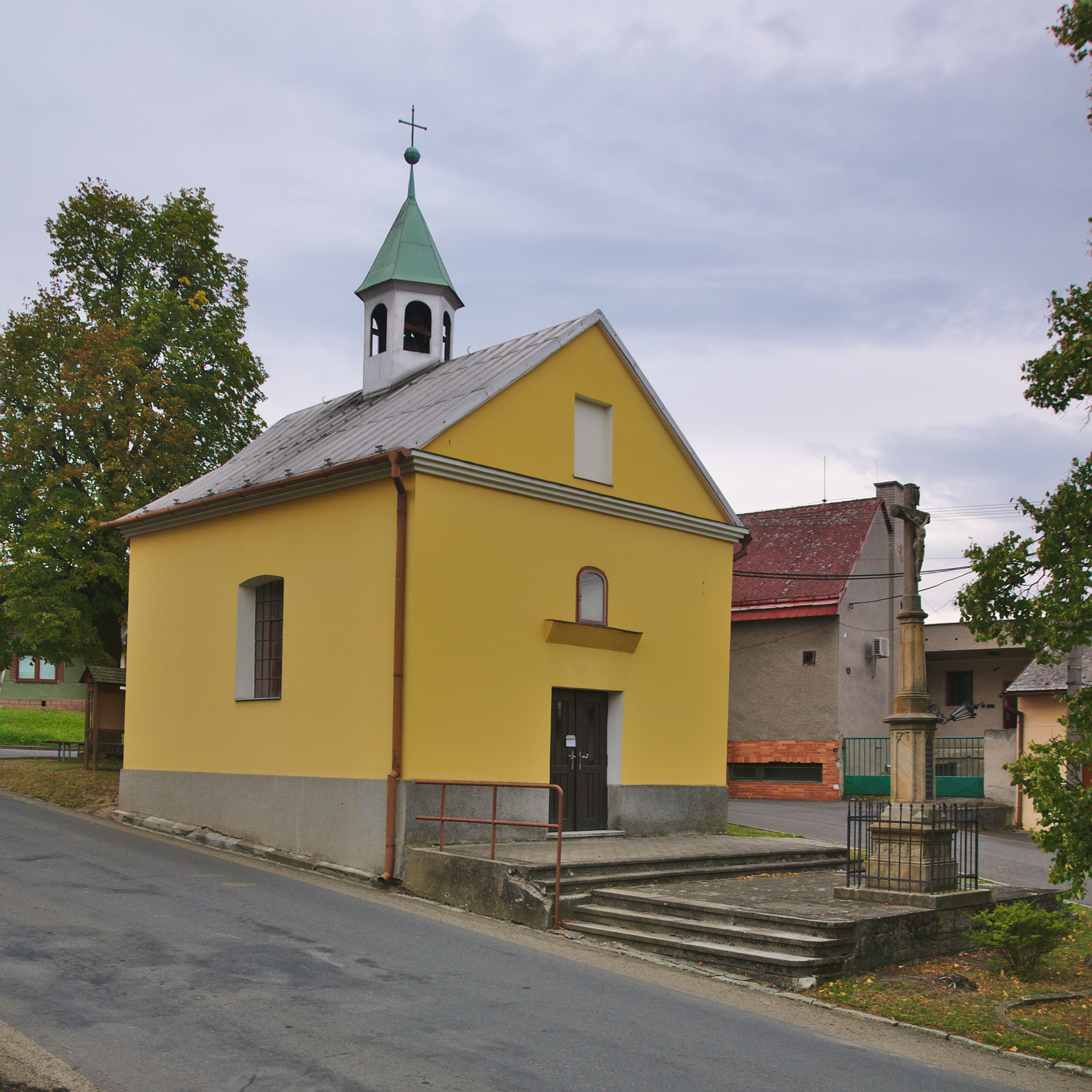
Kaple svatého Floriána
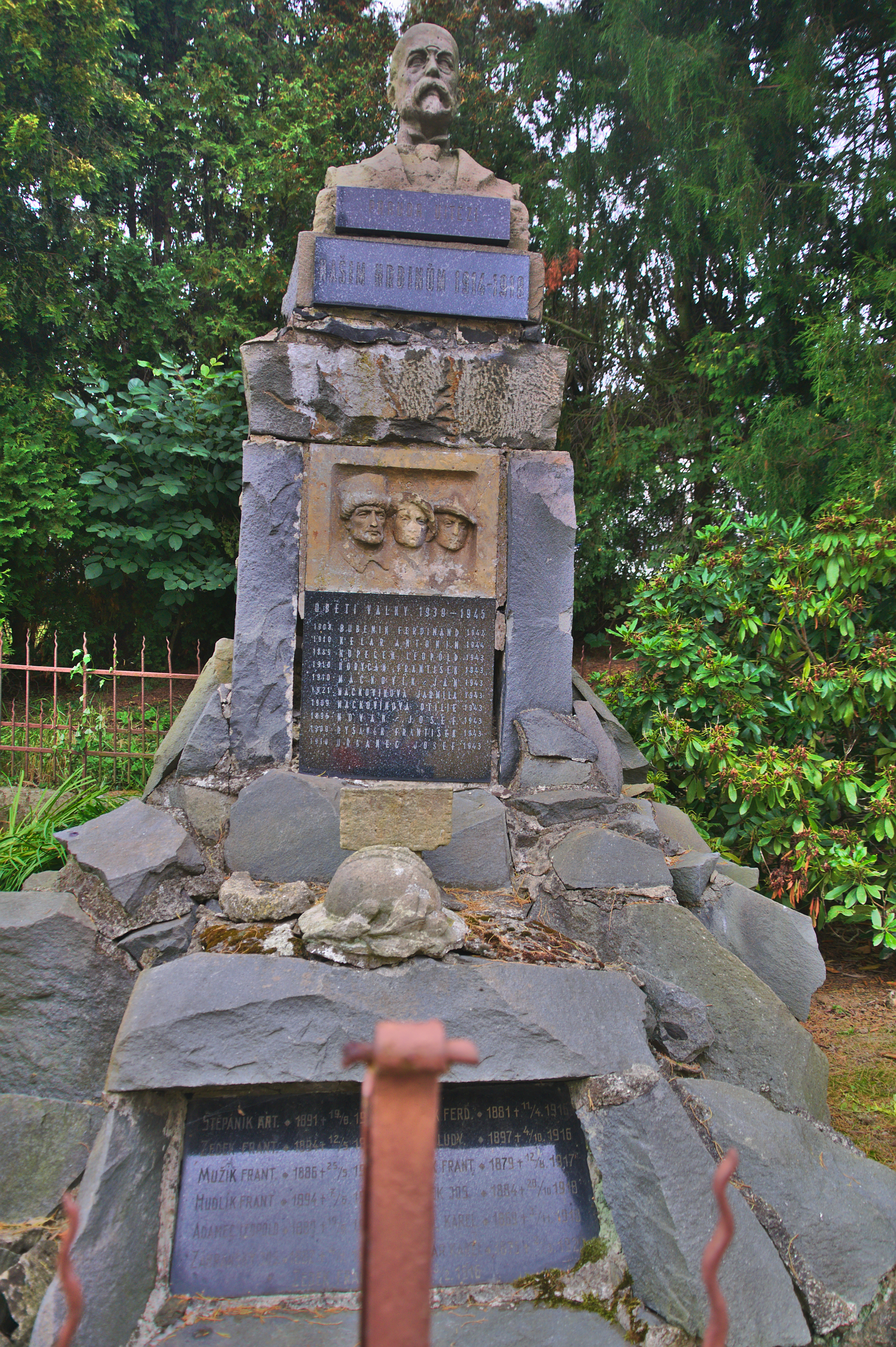
Památník padlým ve světových válkách
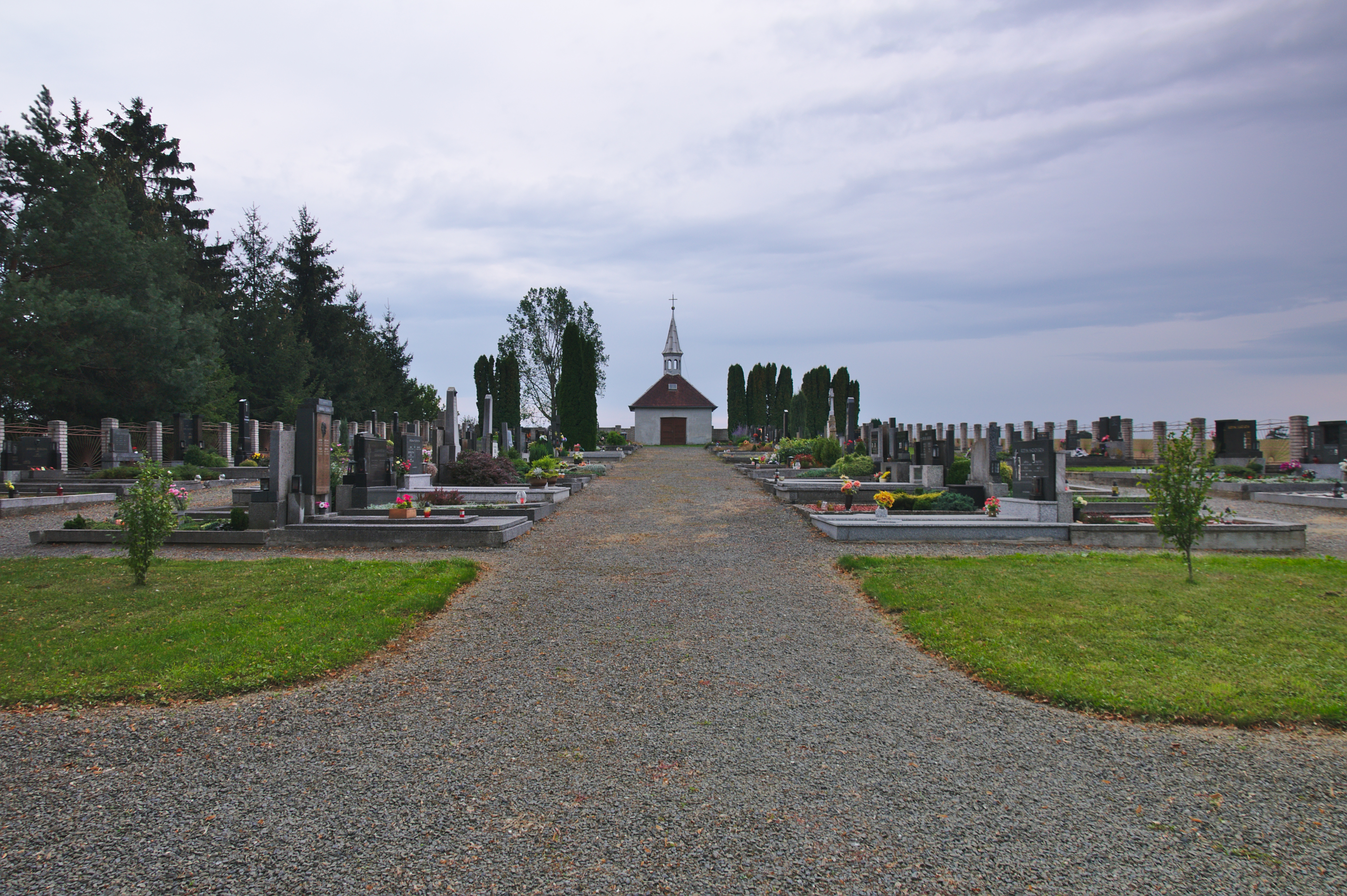
Hřbitov
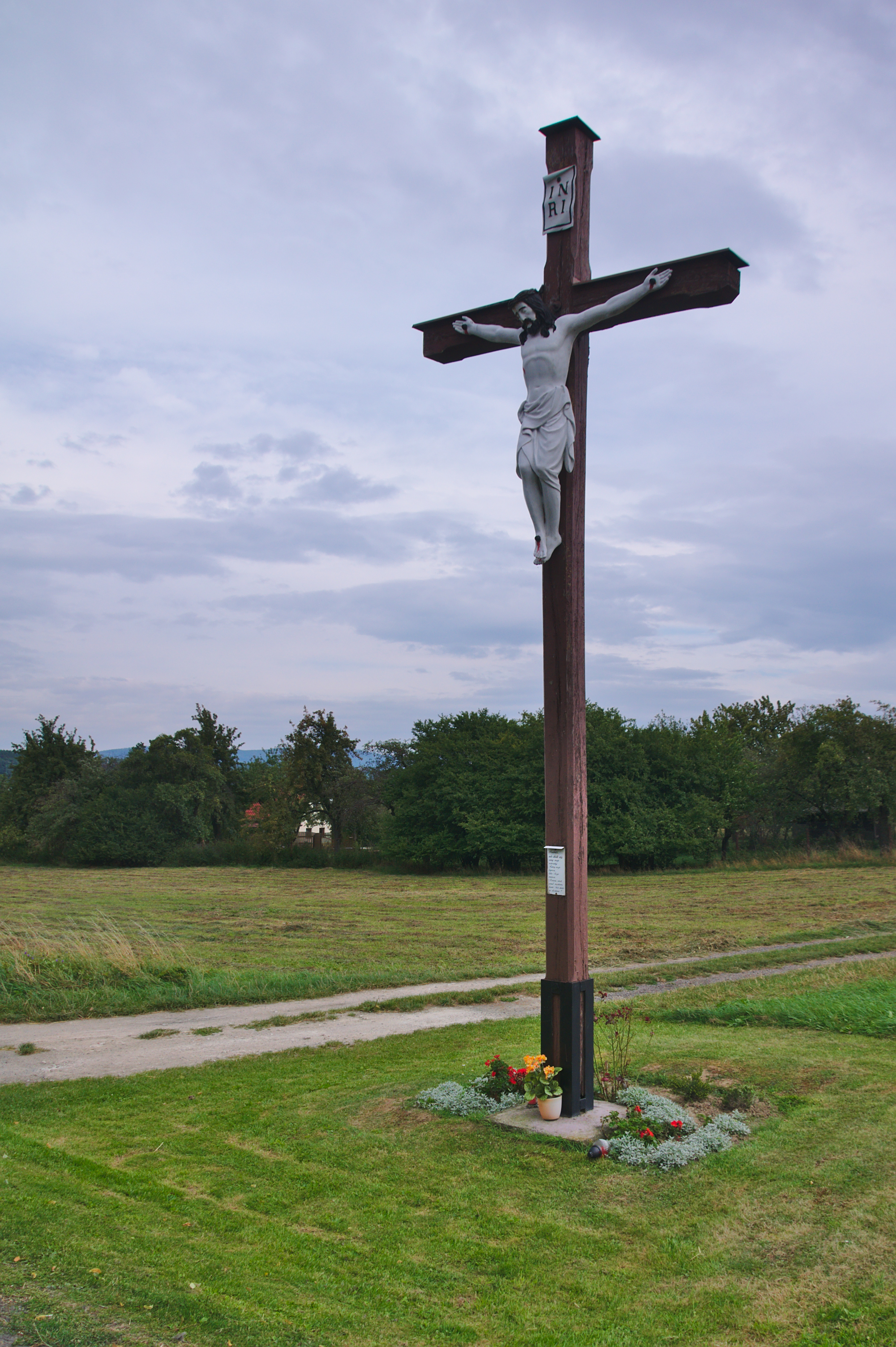
Kříž jižně od obce
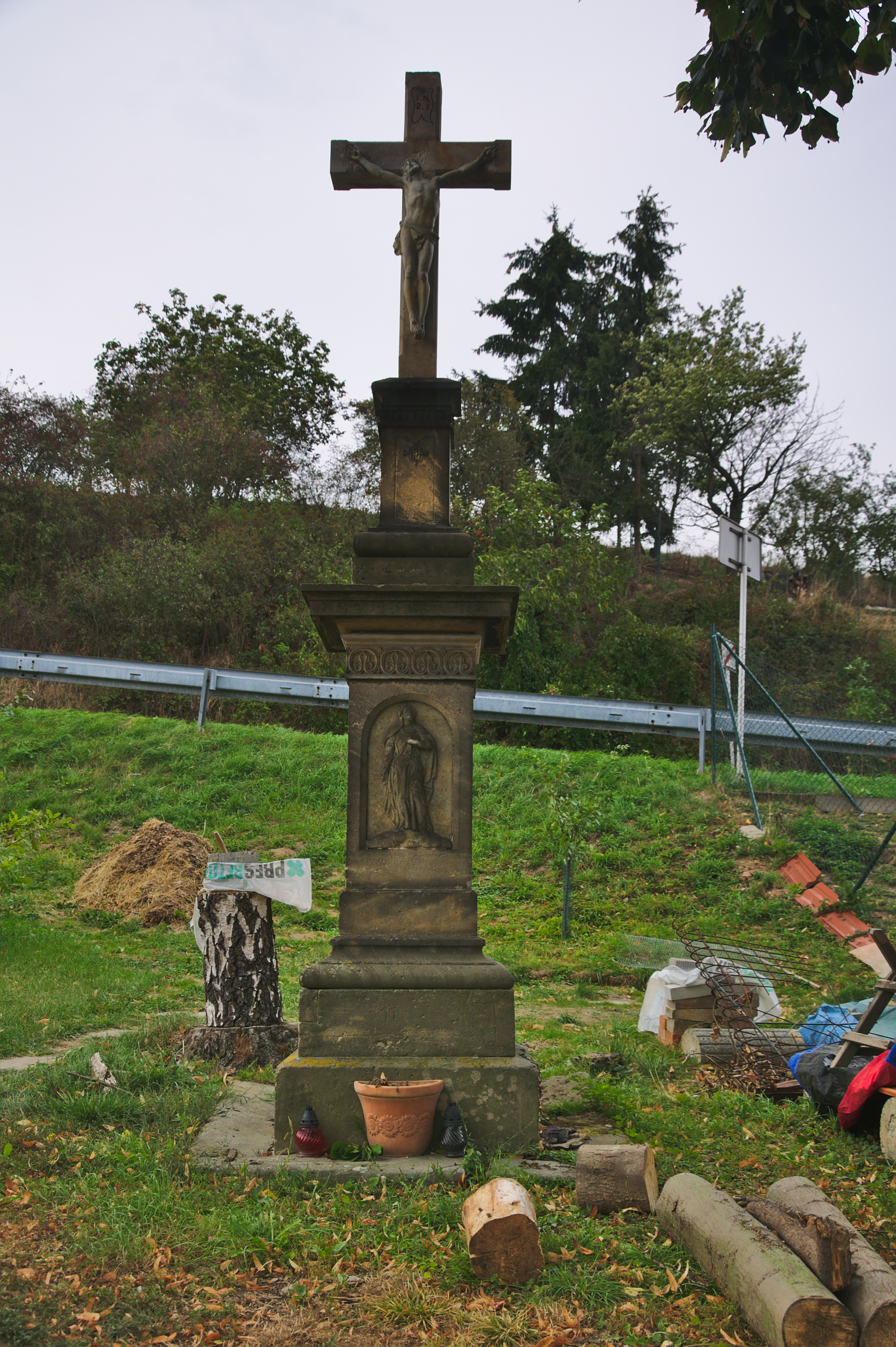
Kříž u silnice na Tršice
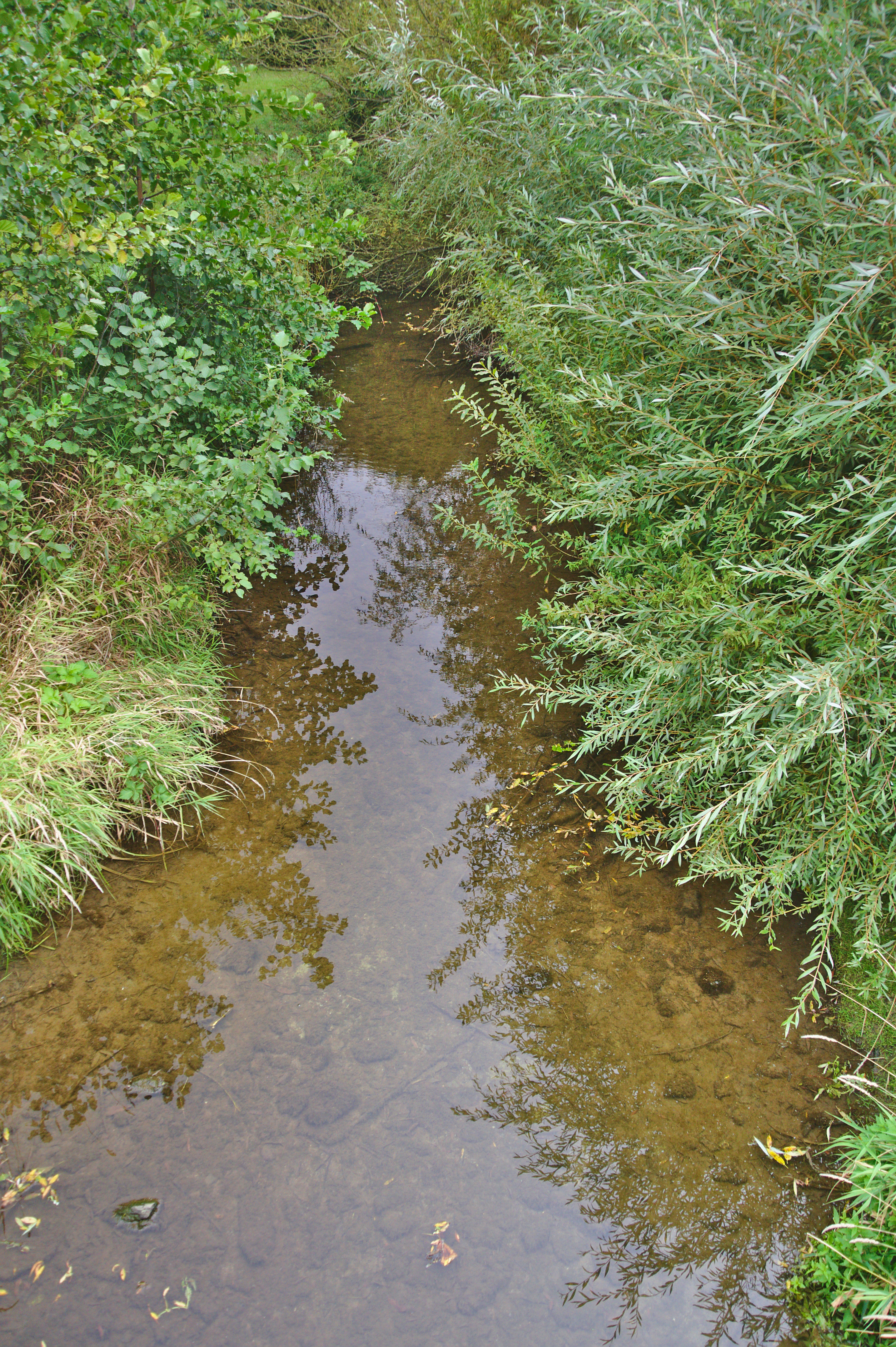
Potok Říka v obci